# Liste des planètes mineures non numérotées découvertes en juin 2007
Pour un article plus général, voir Liste des planètes mineures non numérotées découvertes en 2007.
Pour un article plus général, voir Liste des planètes mineures.
Cet article dresse la liste des planètes mineures (astéroïdes, centaures, objets transneptuniens et assimilés) non numérotées découvertes en juin 2007 dans l'ordre de leur découverte.
Au 15 janvier 2025, 661 077 des 1 434 993 planètes mineures répertoriées par le Centre des planètes mineures ne sont pas encore numérotées, soit 46,07 %.

## Rappel concernant la désignation provisoire
La désignation provisoire indique l'ordre de découverte de ces objets. En effet, cette désignation est composée de l'année de découverte (par exemple 2007) suivie de la quinzaine (demi-mois) de découverte (p.e. A = 1-15 janvier) puis de l'ordre de découverte dans cette quinzaine. Cet ordre est indiqué par une lettre et éventuellement un chiffre comme suit : A pour la première découverte, B pour la deuxième, ..., Z pour la 25e (le I n'est pas utilisé pour éviter la confusion avec 1), A1 pour la 26e, B1 pour la 27e, etc. , Z1 pour la 50e, A2 pour la 51e, B2 pour la 52e, etc. L'ordre de la numérotation ne suit donc pas l'ordre alphanumérique. 2007 AA1 suit ainsi 2007 AZ et précède 2007 AB1.

## Liste

### Du1erau 15 juin 2007
- 2007 LA
- 2007 LT
- 2007 LU
- 2007 LK2
- 2007 LT2
- 2007 LU3
- 2007 LP4
- 2007 LC5
- 2007 LN5
- 2007 LR5
- 2007 LB6
- 2007 LC6
- 2007 LG6
- 2007 LY6
- 2007 LR7
- 2007 LJ8
- 2007 LV8
- 2007 LW8
- 2007 LY8
- 2007 LP10
- 2007 LH11
- 2007 LM11
- 2007 LS14
- 2007 LW14
- 2007 LP15
- 2007 LS15
- 2007 LK16
- 2007 LO18
- 2007 LA19
- 2007 LR19
- 2007 LS19
- 2007 LT19
- 2007 LU19
- 2007 LW19
- 2007 LZ20
- 2007 LH21
- 2007 LT21
- 2007 LX21
- 2007 LB22
- 2007 LK22
- 2007 LV23
- 2007 LZ23
- 2007 LC24
- 2007 LE25
- 2007 LF25
- 2007 LH25
- 2007 LZ25
- 2007 LY27
- 2007 LC28
- 2007 LG28
- 2007 LE30
- 2007 LB31
- 2007 LF31
- 2007 LZ31
- 2007 LC34
- 2007 LD34
- 2007 LO34
- 2007 LF35
- 2007 LK35
- 2007 LX36
- 2007 LZ37
- 2007 LE38
- 2007 LF38
- 2007 LG38
- 2007 LH38
- 2007 LJ38
- 2007 LS38
- 2007 LT38
- 2007 LW38
- 2007 LH39
- 2007 LJ39
- 2007 LT39
- 2007 LU39
- 2007 LW39
- 2007 LX39
- 2007 LZ39
- 2007 LA40
- 2007 LB40

### Du 16 au 30 juin 2007
- 2007 MF
- 2007 MG
- 2007 MH
- 2007 MQ
- 2007 MT1
- 2007 MU1
- 2007 MQ2
- 2007 ML3
- 2007 MB4
- 2007 MC4
- 2007 MT4
- 2007 MK6
- 2007 ME7
- 2007 MV7
- 2007 MW7
- 2007 MY7
- 2007 MZ7
- 2007 ML9
- 2007 MQ9
- 2007 MR9
- 2007 MZ10
- 2007 MQ11
- 2007 MJ13
- 2007 MQ13
- 2007 MA14
- 2007 MC14
- 2007 MV14
- 2007 MD15
- 2007 MZ15
- 2007 ME20
- 2007 MN20
- 2007 MT21
- 2007 ME22
- 2007 MW22
- 2007 MF23
- 2007 MK23
- 2007 MQ23
- 2007 MR23
- 2007 MC24
- 2007 MK24
- 2007 MK26
- 2007 MM26
- 2007 MY26
- 2007 MJ28
- 2007 ML28
- 2007 MX28
- 2007 MB29
- 2007 MW29
- 2007 MY29
- 2007 ME30
- 2007 MN30
- 2007 MP30